# Cnidus variegata
Cnidus variegata är en insektsart som först beskrevs av Stsl 1855.  Cnidus variegata ingår i släktet Cnidus och familjen vedstritar. Inga underarter finns listade i Catalogue of Life.